# مملكة قطاعة
مملكة قطاعة أو مملكة قطيعة كانت مملكة من العصور الوسطى المبكرة، كان مركزها في شمال شرق إفريقيا. وبحسب اليعقوبي، كانت واحدة من ست دول بجائية، كانت موجودة في المنطقة خلال القرن التاسع. كانت أراضي المملكة تقع بين أسوان ومصوع.

## طالع أيضًا
- ممالك البجا
- سلطنة عفت
- سلطنة عدل
- مملكة بازن
- مملكة بلجين
- مملكة جارن
- مملكة نجاش
- مملكة طنقيش

## ملحوظات
1. ↑  Elzein، Intisar Soghayroun (2004). Islamic Archaeology in the Sudan. Archaeopress. ص. 13. ISBN:1841716391. مؤرشف من الأصل في 2023-06-02. اطلع عليه بتاريخ 2015-03-03.